# Carpella aequidistans
Carpella aequidistans là một loài bướm đêm trong họ Geometridae.